# Francisco Fernández de la Cueva y de la Cueva
Pour les articles homonymes, voir Fernández et Francisco Fernández.
Francisco Fernández de la Cueva y Fernández de la Cueva né le 17 novembre 1666 à Gênes (Italie), et décédé le 28 juin 1724 à Madrid (Espagne). Il est le 10e Duc d'Alburquerque, et le vice-roi de la Nouvelle-Espagne du 27 novembre 1702 au 13 novembre 1710. Son nom est conféré à la ville d'Albuquerque par le gouverneur Cuervo y Valdés en 1706.